# Fényerősség
A fényerősség fizikai mennyiség, amely kifejezi a primer sugárzók által kisugárzott (emittált), a vizuális tartományban, az emberi látás tartományában észlelhető fény nagyságát.
A Nemzetközi Világítástechnikai Szótár nem önállóan, hanem a mértékegysége által határozza meg a fényerősség fogalmát. Magát a jelenséget gyakorlatilag egyetlen mondattal: „Optikai sugárzás, amely közvetlenül látásérzékletet kelt.”
A meghatározáshoz tudni kell, hogy az élőlények fényérzékelése kisebb-nagyobb mértékben eltér az emberi érzékeléstől.

## Kapcsolata más sugárzás fajtákkal
A fénysugárzás az elektromágneses sugárzások egyik fajtája. Az elektromágneses sugárzások fotonokkal, illetve azokkal egyenértékű frekvenciájú sugárzással írhatóak le; frekvenciájuk elvileg nullától a végtelenig terjed. Az ehhez rendelt fizikai mennyiség a sugárerősség. Ezen tartomány egy részének meghatározása:
Optikai sugárzásnak nevezzük az olyan hullámhosszúságú sugárzást, amely a röntgensugárzás (λ = 1 nm) és a rádiófrekvenciás sugárzás tartománya (λ = 1 mm) közé esik.
A fénysugárzás (és így a fényerősség) ezen belül az ember által észlelhető tartományt öleli fel.

## A fényerősség egysége
A Nemzetközi Szabványügyi Szervezet rögzíti, hogy a fizikai mennyiségeket és azok mértékegységét csak egymással összefüggésben szabad tárgyalni. Ezért az SI-mértékegységrendszer helyét a Mennyiségek Nemzetközi Rendszere (International System of Quantities, ISQ) veszi át. A fényerősség a hét alapmennyiség egyike, ezért nem szabad leszármaztatott mennyiségként értelmezni – annak ellenére, hogy a hivatalos definíció a sugárerősségből határozza meg.

### Megfogalmazása
Hivatalos definíciója a fényáramból származtatott formában és alapmértékegységként a Nemzetközi Világítástechnikai Szótárban található.

### Mértékegysége
Mértékegységének megfogalmazása a kandela szócikkben található. Értékeléséhez hozzá tartozik, hogy a kandela annak a pontszerű fényforrásnak a fényerőssége, amely monokromatikus fényt bocsát ki izotróp módon (a tér minden irányába egyenletesen). Az átlagos fényforrások fényvetői (a lámpaernyők) általában a teljes térszög felét leárnyékolják.

## A fényerősség mérése
A fényerősséget, klasszikus meghatározása után, a 20. században a Planck-sugárzó mint etalon alapján ellenőrizték. Erre az etalonra helyenként abszolút fekete testként hivatkoztak. A Planck-sugárzó reprodukálása rendkívül nehézkes, ugyanakkor a fényérzékelők megbízhatóságának növekedése miatt áttértek a hitelesített izzólámpák használatára.Ezekkel a fényforrásokkal a candela mértékegység meghatározása 0,6 % relatív mérési bizonytalansággal lehetséges. A 20. század végén az érzékelők egyre megbízhatóbbakká váltak, ezért a fényerősség mérése jelenleg az érzékelőkön alapul.
Az abszolút fekete testre való hivatkozás azon alapult, hogy a Planck-sugárzó sugárzási állandói az ideális értéket nagyon jól megközelítik, vagyis csaknem tökéletes termikus sugárzó.

### A Planck-sugárzó működési elve
A kandela meghatározásához készített eszköz kerámia burkolatú edény, amelyet tórium-oxid hőszigetelő anyaggal töltenek ki. Ennek legbelső része a kerámiából készült sugárzó cső. A sugárzó csövet az olvadáspontjára hevített platina veszi körül. A sugárzó csőből függőlegesen felfelé lép ki a fény egy 1/600 000-ed négyzetméter keresztmetszetű nyíláson át. A készüléket tekercsek veszik körül. A tekercsekben folyó villamos áram örvényáramú hevítéssel melegíti fel a platinát az olvadáspontjára. Az elektromágneses tér frekvenciája valamivel nagyobb, mint 800 kHz.

### A Planck-sugárzón alapuló régi definíció
A kandela a platina dermedéspontján, a felületre merőleges irányban, a felületnek 1/600 000-ed négyzetméterén, 101 325 Pa nyomáson az abszolút fekete test sugárzásának fényerőssége. A CGPM ennek a döntésének magyarázó szövegében utal arra, hogy a mérést a fénysűrűségre (luminance) vonatkozóan kell végezni.
Érvénybe lépett a 13. CGPM ötös számú döntésével. Megváltoztatták a 16. CGPM hármas számú döntésével, amely jelenleg is érvényes (lásd fent).

## A fényerősségre vonatkozó klasszikus leírás

### 19. század, A Pallas nagy lexikona
„Azon fénymennyiség, mely valamely fényforrástól egységnyi távolságban elhelyezett lap területegységéhez merőlegesen érkezik. A lap megvilágításának erőssége pedig azon fénymennyiség, mely a lap területegységére esik. Különböző fényforrások erősségét szemünk abból a megvilágításból ítéli meg, melyet a fényforrások ugyanazon lapon előidéznek, ha a közeg ugyanaz. Ezen megvilágítás egyenesen arányos magának a fényforrásnak erősségével, de azonkívül függ a távolságtól, melyben a fényforrás a megvilágított laptól van és azon szögtől, mely alatt a fénysugarak a megvilágított lapra esnek. Ami a távolságot illeti, könnyen belátható, hogy a megvilágítás ereje a távolság négyzetével fordított arányban áll, mert ha valamely fénylő pontot egymást körülzáró gömbök középpontjául tekintünk és figyelembe vesszük, hogy a különböző nagyságú gömbök ugyanattól a fényforrástól ugyanazon fénymennyiséget kapják, nyilvánvaló, hogy a megvilágítás az egyes gömbök felületére annál kisebb, mennél nagyobbak maguk a felületek. Mivel azonban különböző sugarú gömbök felületei úgy aránylanak, mint sugaraik négyzetei, a felületegységre eső fénymennyiségek e sugaraknak, tehát a fényponttól való távolságoknak négyzeteivel fordítottan aránylanak. Ami a szöget illeti, mely alatt a fénysugarak a megvilágított lapra esnek, a megvilágítás nyilván akkor legnagyobb, midőn a sugarak merőlegesen esnek a lapra. Ha most a lapot valamely a szög alatt elhajlítjuk, úgy hogy a sugarak ferdén esnek reája, a sugarak beesési szöge is a lesz. Ez tudniillik azon szög, melyet a lapra eső fénysugár azon egyenessel alkot, mely a beesési pontban a lapra merőlegesen van állítva. Egyszerű számítás azon eredményre vezet, hogy a megvilágítás erőssége egyenes arányban van a beesési szög koszinuszával. Ha tehát valamely lapnak a fényforrástól való távolsága d, a sugarak beesési szöge a, magának a fényforrásnak erőssége (intenzitása) i.
Állandó intenzitású fényforrás, melynek erősségét tudományos fényméréseknél egységül választhatnók, nincs. A gyakorlatban az angol normális gyertya fényét (London spermaceti candle) használják, melynél a láng magassága 43–45 cm. és a fogyasztás óránként 779 g. (Ezt használják Budapesten a gázlángok erősségének ellenőrzésére.) Olyan viaszgyertyát is használnak normális gyertyául, melyből 10 szál 1 kg-ot nyom. Ha ennek fényét az erősség egységéül használjuk, egy-egy fényerő óránként, grammokban kifejezve, az égő anyag következő mennyiségét fogyasztja: normális gyertya: 8,71; stearin-gyertya: 8,90; faggyú-gyertya: 10,87; olaj-lámpa (lapos láng): 16,00; olaj-lámpa (kerek láng): 8,00; petróleum-lámpa (kerek láng): 4,00; légszesz 14 liter. A nap fénye fölér 60000 normális gyertya lángjával 1 m-nyi távolságból; a holdé ugyanazon távolra számítva tizedrésze egy normális gyertya lángjának.”

A fentieket mai jelölésekkel kiegészítve:
A fényforrás fényerőssége adott irányban: a fényforrást elhagyó és az adott irányt tartalmazó dΩ elemi térszögben terjedő dΦ elemi fényáram és az elemi térszög hányadosa. Jele: Iv, ahol a v betű a visual szó rövidítése.
{\displaystyle I_{v}={\frac {\mathrm {d} \Phi }{\mathrm {d} \Omega }}}

### 20. század
A fény mérését a Nemzetközi Világítástecnikai Bizottság a megalakulása óta műszeres mérési alapokra igyekszik helyezni. Ennek egyik megvalósítása volt a Planck-sugárzó. Jelenleg a fényerősség mérését kalibrált fényérzékelőkkel végzik.